# بحارة ولاد ميلود غرابات (بحارة ولاد عياد)
بحارة ولاد ميلود غرابات هو دُوَّار يقع بجماعة بحارة أولاد عياد، إقليم القنيطرة، جهة الرباط سلا القنيطرة في المملكة المغربية. ينتمي الدوّار لمشيخة بحارة ولاد عياد التي تضم 8 دواوير. يقدر عدد سكانه بـ 560 نسمة حسب الإحصاء الرسمي للسكان والسكنى لسنة 2004.

## روابط خارجية
- البوابة الوطنية للجماعات الترابية نسخة محفوظة 12 مارس 2018 على موقع واي باك مشين.
- المندوبية السامية للتخطيط